# Історія Кишинева

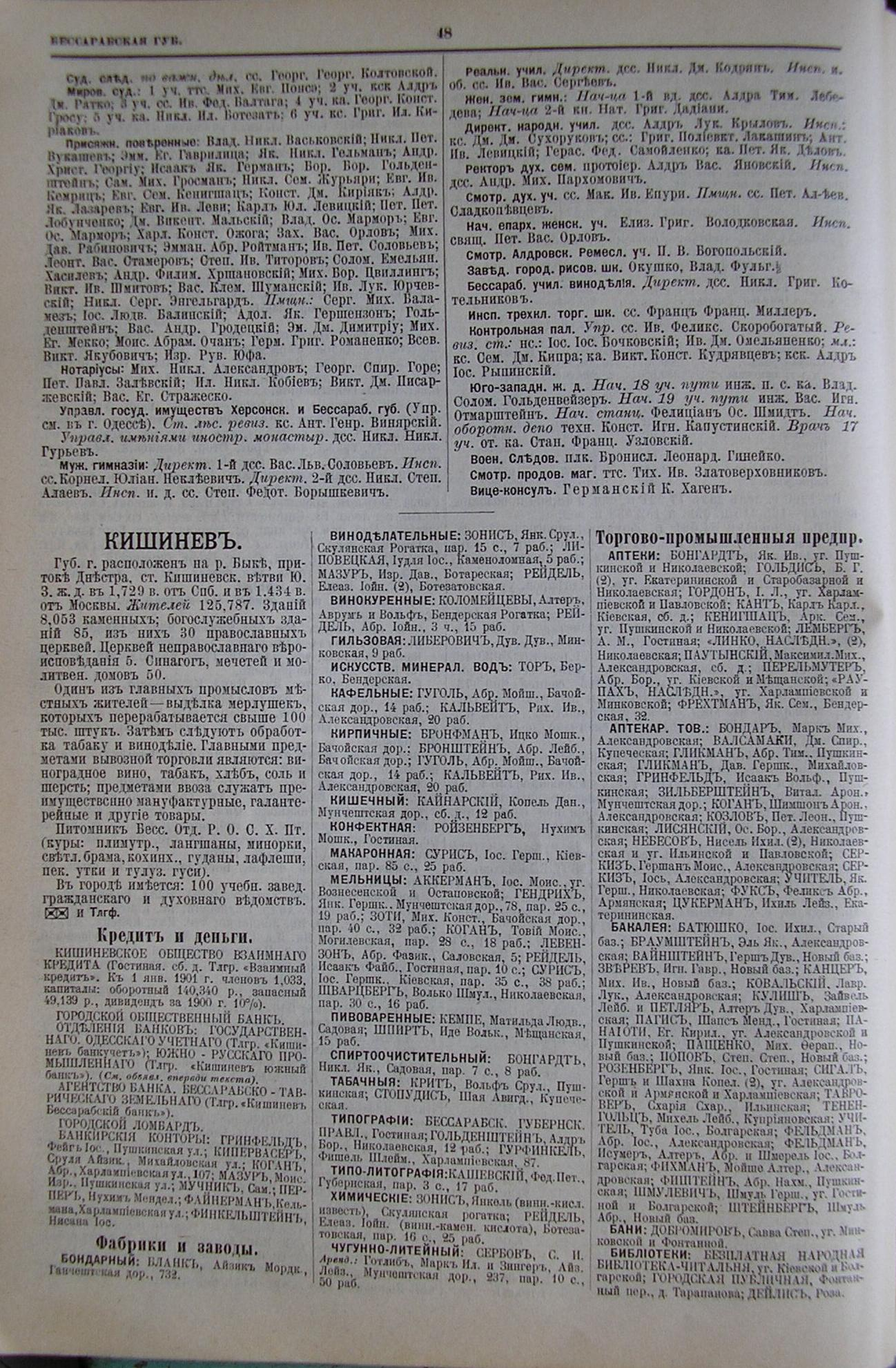
Стор. 48 з адрес-календаря «Вся Росія», 1902

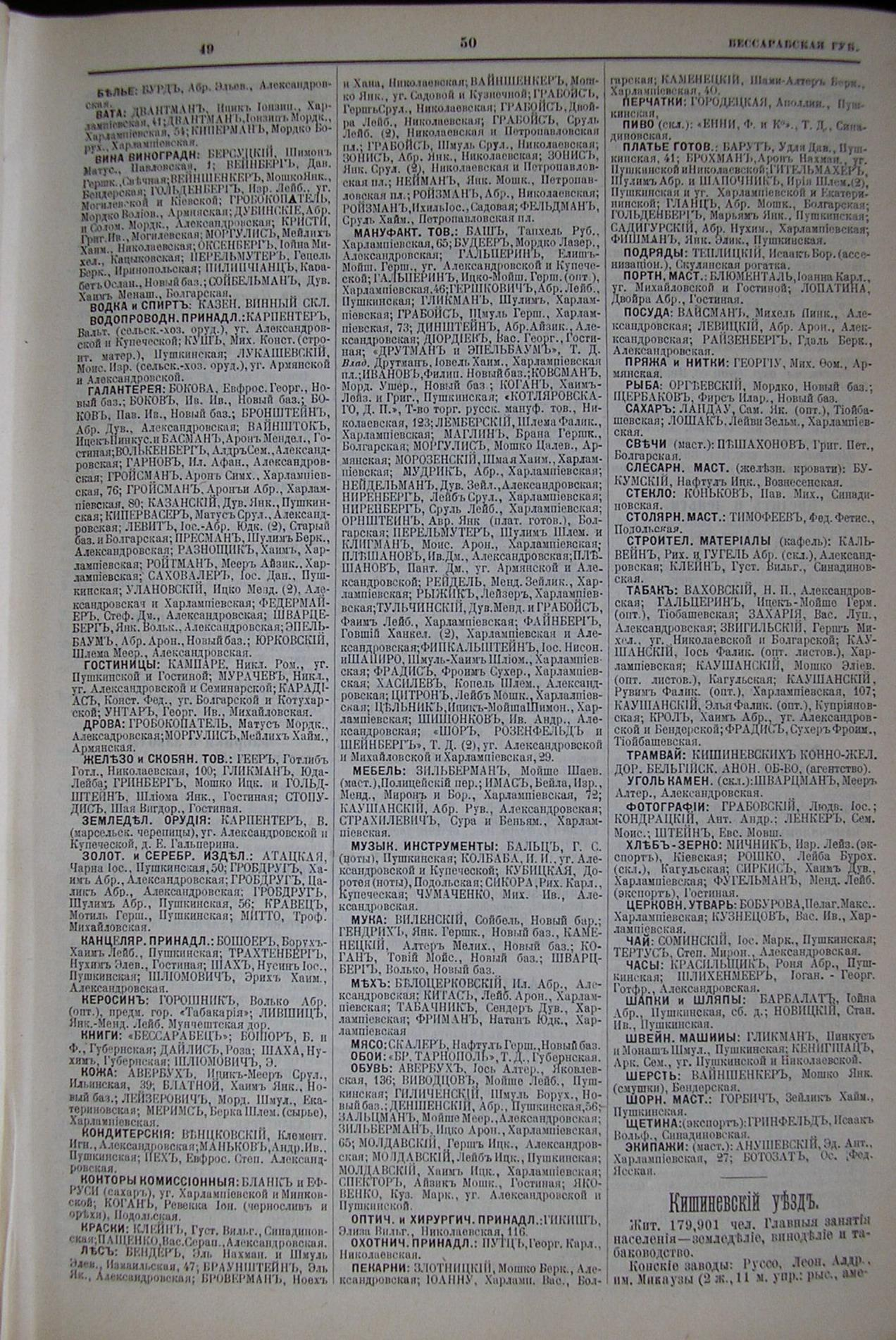
Стор. 49—51 з адрес-календаря «Вся Росія», 1902

Історія Кишинева — столиці Республіки Молдова.

## Молдавське князівство (1436—1812)
Уперше в історичних документах Кишинів згадано 17 липня 1436 року в грамоті воєвод Молдови Іллі та Стефана логофету Оанче, главі господарської канцелярії, в якій уточнено межі землі біля річки Реут, жалованої йому за вірну службу. Там згадано й Кишинів:

«…и близь Быку, по тои сторонѣ, на долину што падает(ь) против(ь) Акбашева Кешенева, ѹ Кръници, где ест(ь) Татарскаѧ Селища, против(ь) лѣска. (…) А пѵстынѧмъ хотаръ, колко ѹзмогуть ѡживати таѧ села, що ѡсадит(ь), досыт(ь)».

Вказаний текст говорить на користь того, що «Кешенев» — скоріше не населений пункт, а місце поховання, мавзолей.[джерело?] Дійсно, текст наводить не назву села, а тільки орієнтири на місцевості. До того ж визначення хотара — «скільки зможе заселити» — вказує, що навколишня місцевість ще не була поділена між власниками.
На вершині цього пагорба нині розташовується Покровська (Мазаракіївська) церква, а джерело, яке, можливо, дало назву місту, — «фонтан» — використовувалося як джерело питної води до 1935 року.
Наступного разу Кишинів згадано 1466 року в жалованій грамоті молдавського господаря Штефана Великого своєму дядькові, боярину Влайкулу, на право володіння селищем Кишинів біля колодязя Албішоара, яке він купив у Тоадера, сина Федора, і його брата за 120 татарських срібних монет, разом із водяним млином. Оскільки тут вже явно йдеться про населений пункт, саме цю дату вважали першою згадкою Кишинева в радянській історіографії. Понад 100 років нащадки Влайкула володіли цими місцями.
Евлія Челебі, який відвідав Кишинів проїздом у середині XVII століття, описує його так:
«І це містечко є боярством, яке зобов'язане платити податок. Воно розташоване на березі річки Дністер і дуже впорядковане. Квартали його дуже гарні. Там є сімнадцять церков, але монастирів немає. Водночас крамниць багато. Усі будинки криті очеретом. Будинки населених пунктів у цій області здебільшого також вкрито очеретом…»Оригінальний текст (рос.)
«И этот городок является боярством, обязанным платить налог. Он находится на берегу реки Днестр и очень благоустроен. Кварталы его очень красивы. Там имеется семнадцать церквей, но монастырей нет. В то же время лавок много. Все дома крыты тростником. Дома населенных пунктов в этой области в большинстве случаев также крыты тростником…»
В умовах османського ярма, що встановилося в Молдові в середині XVI століття, постійних набігів турків і кримських татар, зростання поборів економічний розвиток міста йшов сповільненими темпами, а країна XVII — початку XVIII століть переживала занепад. Спочатку боярська вотчина, а потім від 1641 — вотчина монастирів румунського міста Ясси, Кишинів неодноразово руйнувався. У XVII столітті Кишинів був невеликим поселенням, яке після руйнування татарами перестало існувати. Його мешканці переселилися на землі поміщика Ришкану, і назвали своє поселення Ришкою (нині Ришкани). На початку XVIII століття жителі повертаються на покинуті раніше землі і відновлюють Кишинів. У цей же час у Кишиневі селяться вірмени, які торгували з турками та татарами. Місто стає торговим центром і починає швидко розростатися.
За старих часів навколо Кишинева розміщувалися села Боюкани, Мунчешти, Вістернічени, Хруска, Вовінцени, які поступово приєдналися до міста. Під час російсько-турецьких воєн місто двічі, в 1739 і 1788 роках, спалювали турки, що відступали.
У 1800—1810 роках Кишинів розташовувався приблизно по периметру нинішніх вулиць Петру Рареш, Антон Панн, Вірменської, Олександру чол Бун (не досягаючи її) та річки Бик. Район сучасного залізничного вокзалу, неподалік якого була так звана «Каушанська рогатка», лежав тоді за межами Кишинева.
Збереглися дві будівлі XVIII століття: Церква Покрови Божої Матері (Мазаракіївська церква), збудована 1752 року на гроші скарбника (сердара) Василя Мазаракія, та церква Святих Костянтина та Олени, збудована 1777 року. Обидві церкви побудовано в старомолдовському стилі — трипелюстковий план і так зване «молдовське склепіння» — два яруси арок, які підтримують барабан із куполом.
Можливо також, що болгарську церкву Святого Георгія 1818 року перебудовано на основі церкви того ж імені, що існувала раніше.

## Бессарабська губернія (1812—1918)

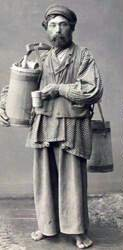
Продавець браги

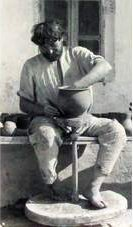
Гончар

В результаті серії російсько-турецьких воєн територія міжріччя Дністра, Прута і Дунаю 1812 року відходить до Росії і отримує назву Бессарабія. Кишинів, що належав на той час монастирю Св. Гробу, отримує офіційний статус міста 1818 року (перший примар — міський голова — Ангел Ноур) і стає центром Бессарабської області, а від 1873 року — центром Бессарабської губернії.
Існують відомості, що центром області Кишинів став завдяки хабару, який дали вірменські купці російській адміністрації, випередивши Бендери, попри протидію першого губернатора області О. М. Бахметєва. Чималу роль у набутті столичного статусу також відіграв тодішній митрополит Гавриїл (Бенулеску-Бодоні), який створив на колишніх монастирських землях центр нової, Бессарабської, єпархії. Відтоді місто почало швидко розвиватися. Для залучення сюди купців та інших осіб мешканцям дарували різні пільги.

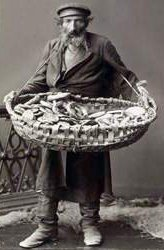
Продавець бубликів

Перша схема Кишинева, що збереглася, відноситься до 1813 року. Складена інженером Михайлом Озмідовим, вона свідчить про те, що місто на початку XIX століття являло собою скопище брудних глинобитних будиночків з очеретяними дахами, без чітко визначених кварталів і вулиць. До наших днів дійшов лише фрагмент її, що включав майбутні вулиці Губернську (нині Пушкіна), Київську (нині 31 Серпня 1989 р.), Семінарська (згодом Гоголя, нині Митрополита Гаврила Бенулеску-Бодоні) та інші. Центральною в плані Озмідова значилася вулиця Московська, відома жителям XVIII століття як дорога, що проходила неподалік околиць міста. У її околицях 1789 року був російський військовий табір. Річка Бик у багатьох місцях була перегороджена греблями з млинами та механізмами для переробки шкур та вироблення шкіри. Над річкою та житловою частиною міста вилися хмари комарів та мух. Річка постійно розливалася. Наслідком весняних паводків та осінніх дощів були калюжі та болота.

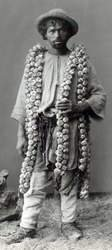
Продавець часнику

Планова забудова міста розпочалася 1818 року згідно з планом Озмідова. Забудова велася переважно на захід від старого міста на схилі, що височіє над забудованою болотистою долиною. Новий район отримав назву верхнього міста. Тут з'явилися перші прямі та широкі вулиці: Золота (нині вул. Александру чол Бун), Каушанська (Колумна), Московська (Штефан чол Маре). У центрі міста розгорнулося будівництво великих будівель: митрополії (1814 рік, на місці нинішнього Будинку уряду), духовної семінарії, приватних будинків бояр Варфоломія, Катарджіу, Донича, деяких великих чиновників і купців. Було зроблено перші кроки з благоустрою. Тоді ж у центральній частині міста «для недопущення до міського саду корів, кіз та іншої живності місцевих обивателів» обгороджено тином парк — нині міський парк Штефана чол Маре. Постійну чавунну огорожу за проєктом архітектора Бернардацці встановлено в 1863—1867 роках.

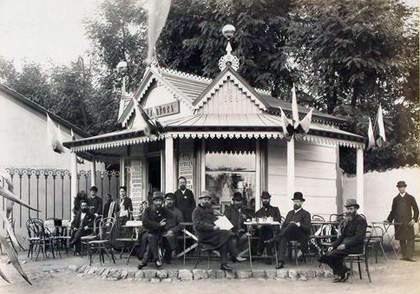
Відвідувачі кондитерської

На початку ХІХ століття Кишинів стає одним із центрів підготовки повстання на Балканах грецьких революціонерів під керівництвом О. Іпсіланті проти турецького панування.
1813 року відкрито духовну семінарію, а в 1833 — обласну гімназію.
1815 року на гроші поміщиці Олени Менесеряси на території Вірменського цвинтаря збудовано православний храм Усіх Святих. Перебудований наприкінці ХІХ століття за проєктом А. Бернардацці, це єдиний кишинівський храм, який не переривав служби ні на день у роки СРСР.

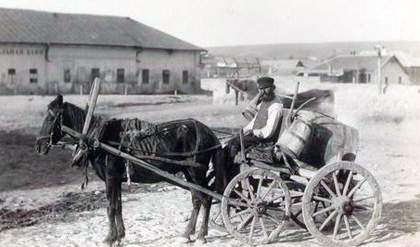
Водовоз

Від вересня 1820 до липня 1823 року в Кишиневі жив висланий із Петербурга О. С. Пушкін. Тут він зблизився із молдавськими письменниками К. Стаматі та К. Негруцці та з декабристами (М. Ф. Орловим, В. Ф. Раєвським, К. А. Охотниковим, П. С. Пущіним та ін.), що входили до місцевої «управи» «Союзу благоденства».
1825 року відкрито Новий базар (зараз тут розташовується Центральний ринок столиці). Спочатку на ньому продавали промислові товари.
Від 1829 до 1834 року в Кишиневі упорядковано колодязі, що забезпечували водою більшу частину населення. На кошти Міської думи в районі Мазаракіївської церкви обладнано джерело, з якого в місто постачалася питна вода, яку довгий час розвозили містом у бочках на конях.

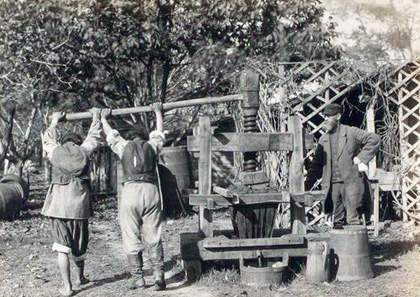
Винороби

У 1834 року уряд затвердив генеральний план розвитку Кишинева (автори — Ейтнер і Гленінг), за яким місто розвивалося до 1949 року. Визначено центр міста, його головну площу, центральний парк (нині сквер Кафедрального собору). Прямокутна та чітка сітка широких вулиць відповідала містобудівній практиці забудови південних міст Росії. У старому місті робилися спроби спланувати вулиці та квартали: деякі будинки зносили, вулиці вирівнювали.
У 1830-х роках Кишинів — центр Бессарабської єпархії — стає місцем будівництва кафедрального собору. Ансамбль зведено за проєктом архітектора Абраама Мельникова в стилі пізнього російського класицизму і спочатку він складався з кафедрального собору Різдва Христового та дзвіниці, це були найбільші споруди того часу, що надовго стали домінантою міста, навколо яких на 9 гектарах був розбитий Соборний парк. Роботи зі створення собору розпочато 26 травня 1830 року. Освячено собор та дзвіницю 13 жовтня 1836 року. Ансамбль постраждав під час війни від бомбардування у червні 1941 року. До 1956 року його повністю відновлено і зведено в ранг пам'ятки архітектури. У ніч із 22 на 23 грудня 1962 року підірвано й розібрано дзвіницю — центральну ланку соборного ансамблю. Кафедральний собор перетворено на виставкову залу. На місці дзвіниці пізніше збудовано басейн. Собор заново освячено 1996 року, від 1995 до 1998 року відновлено дзвіницю.
1833 року збудовано німецьку лютеранську церкву Св. Миколи. Нині на її місці — Президентський палац (збудований 1990 року як будівля Верховної Ради МРСР).

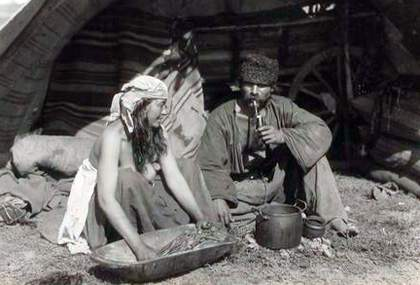
Цигани під Кишиневом

1840 року на центральній площі (тоді — при в'їзді в Соборний парк, навпроти Серафимівського єпархіального будинку) на честь перемог російської армії над турками встановлено Тріумфальну арку за ідеєю новоросійського генерал-губернатора Воронцова (1812) і проєктом архітектора Л. Заушкевича. Арка призначалася для встановлення 400-пудового дзвона, відлитого з трофейних гармат Ізмаїльської фортеці. Архітектурна споруда з тесаного білого каменю, квадратна у плані, висотою 13 метрів, розділена на два яруси. Нижній має наскрізні прямокутні прорізи у двох напрямках та 4 пілони з коринфськими колонами на п'єдесталах, складно декорованим фризом та розвиненим карнизом. Верхній атиковий ярус оброблено лопатками і завершено карнизом, з боку площі вбудовано годинник, з'єднаний із дзвонами — великим і малим, які кожні 15 хвилин відбивають кишинівський час.

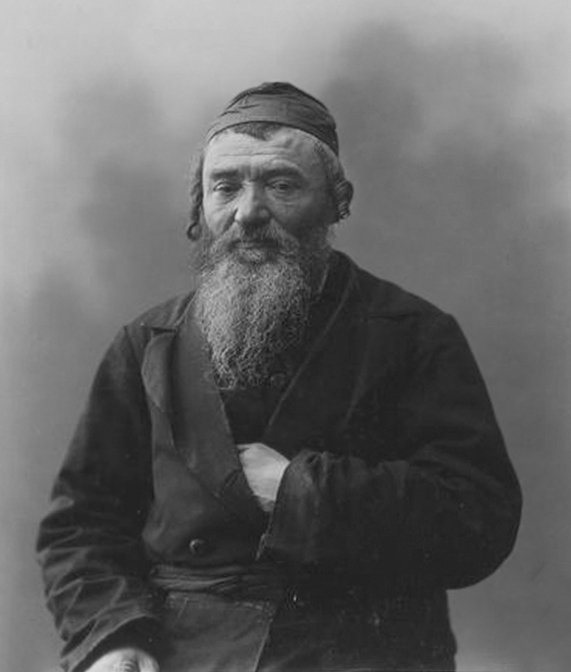
Кишинівський єврей

1855 року відкрито Іллінський базар, де можна було торгувати продуктами. Базар існував до 1970 року. Нині тут розташовані корпуси Економічної академії, вулиця Космонавтів та готель «Зоря».
185ь6 року на гроші купця Феодора Чуфлі збудовано церкву Св. Феодора Тірона. Від 1962 до 2000 року — кафедральний собор кишинівского епископа, а нині — Феодоро-Тіронський жіночий монастир (єдиний монастир у Кишиневі).
1862 року розпочали мощення вулиць.
1871 року побудовано основні споруди залізничного вокзалу, а в серпні того ж року відкрито сполучення Тираспольсько-Кишинівською ділянкою залізниці, що започаткувало існування залізниць у Молдові. Унікальну триповерхову будівлю вокзалу, що вражала сучасників закінченістю форм і витонченістю, повністю зруйновано під час Другої світової війни.
12 квітня 1877 року в Кишиневі імператор Олександр II зачитав перед російськими воїнами, болгарськими ополченцями та молдавськими волонтерами маніфест про оголошення Росією війни Порті; цей день став початком останньої російсько-турецької війни, яка завершилася перемогою Росії та утворенням Болгарської держави. Відбувся парад військ перед їх відправкою на Балкани. На честь цієї події й споруджено каплицю.

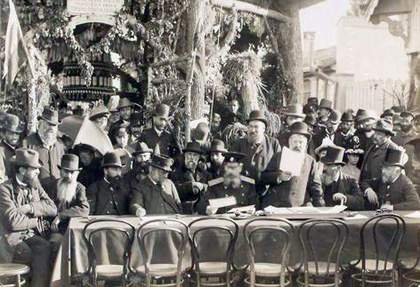
Журі сільськогосподарської виставки, 1889 рік

1880 року відкрито перший у Бессарабії музей — «Музей Понта Скіфського». Нині не існує.
4 жовтня 1881 року в Кишиневі на розі вулиць Ізмаїльської та Київської «для приготування наступних ремісників-практиків» відкрито Олександрівське ремісниче училище.
1885 року містяни зібрали за підписним листом 1000 рублів золотом, на які встановлено пам'ятник О. С. Пушкіну роботи скульптора А. М. Опєкушина. Кишинів став другим містом у Російській імперії після Москви, де встановлено пам'ятник поетові. З 24 варіантів тексту для постамента, що надійшли, журі обрало такий: «Здесь, лирой северной пустыни оглашая, скитался я… 1820, 1821, 1822, 1823» («Тут, лірою північною пустелі оголошуючи, блукав я… 1820, 1821, 1822, 1823»).
1892 року будівництвом двох водонапірних веж започатковано міський водогін. 1905 року будується перша артезіанська криниця кишинівського водогону, глибиною 131,5 м. 1923 року на карті міста з'являється ще одна артезіанська криниця, глибиною 70,29 м. 1934 року її глибину збільшено до 123 м. Обидві артезіанські криниці розташовувалися в долині річки Бик, на правому березі, у дворі водозаводу, на 43 і 45 м над рівнем моря.
6—7 квітня 1903 року стався Кишинівський погром, внаслідок якого вбито 49 євреїв, багатьох поранено, 700 будинків спалено та пограбовано. 19—20 жовтня 1905 року антицарські виступи обернулися другим погромом, в ході якого загинуло 19 євреїв.
1910 року в Кишиневі було близько 10 тис. будинків (з них всього 4 триповерхові), 142 вулиці та провулки, 12 площ, 5 садів і скверів. У п'ятому томі 12-томної енциклопедії Маврикія Вольфа «Живописна Росія» під редакцією Семенова-Тян-Шанського, що вийшла наприкінці XIX століття, про Кишинів сказано буквально таке: «Якщо про більшість губернських міст зазвичай кажуть, що в них 3-4 вулиці нагадують місто, решта вулиць представляють село, то про Кишинів можна сказати, що 3-4 його вулиці нагадують Європу, решта ж міста — Азію».
1913 року будується хоральна синагога при міській талмуд-торі (громадянській єврейській школі) — монументальна будівля з жерстяним покриттям, загальною площею 1350 м2, з багато декорованими фасадами, арками та карнизами. Нині в цьому будинку розміщено Російський драматичний театр ім. А. П. Чехова.
На початку XX століття створено кілька металообробних підприємств (заводи Сербова, Ланге і Мокану тощо). Розвитку промисловості сприяло прокладення залізниць, що зв'язали місто з дунайсько-чорноморськими портами, із Західною Європою та центральними областями Росії.

### Міське управління
1818 року обрано міську думу Кишинева, що складалася з п'яти представників різних національностей: молдованина, росіянина, болгарина, грека та єврея. Того ж року обрано першого примара — молдовського капітана Ангела Ноура. Від 1819 року для вирішення адміністративно-судових питань створено магістрат, очолюваний бургомістром та двома ратманами. Першим бургомістром став Ставру Діму. Магістрат проіснував до 1866 року.
| Роки      | Примар                        | Бургомістр         |
| --------- | ----------------------------- | ------------------ |
| 1817—1819 | Ангел Ноур                    |                    |
| 1819—1821 |                               | Ставру Діму        |
| 1821—1825 |                               |                    |
| 1825—1830 | Дим. Ловчинський              |                    |
| 1831—1833 | Ставру Діму                   | Іоанн Гладилін     |
| 1834—1836 | Д. Ловчинський                | Костянтин Марабуті |
| 1837—1839 | Пан. Синадіно (Pan. Synadino) | Яків Нікопол       |
| 1840—1842 | Пан. Синадіно                 | Костянтин Марабуті |
| 1843—1845 | Д. Ловчинський                |                    |
| 1846—1848 | Дим. Дурдуфі                  | Костянтин Марабуті |
| 1849—1854 | Дим. Мінку                    |                    |
| 1855—1858 | Ангел Ніколау                 | Артемій Захарін    |
| 1858—1860 | Дим. Мінку                    | Артемій Захарін    |
| 1861—1866 | Дим. Мінку                    | Костянтин Марабуті |
| 1867—1869 | Адам Крижановський            |                    |
| 1870—1871 | Павло Христ. Гумалік          |                    |

### Розвиток революційного руху
У 1870-х роках виник народницький рух: гурток, очолюваний Ніколає Зубку-Кодряну. Цей гурток вів соціалістичну пропаганду серед учнівської молоді. 1878 року починає роботу гурток на чолі з Ф. Кодряну та І. Урсу. 1880 року створено перший революційний робочий гурток на чолі з Ф. Н. Денишем, пов'язаний з революційними організаціями Одеси, Києва, Петербурга.
Робочий рух зародився у 1890-ті роки. 1896 року виник соціал-демократичний гурток, 1900 року — Кишинівська соціал-демократична група, що була складовою РСДРП. З ініціативи В. І. Леніна в Кишиневі створено підпільну друкарню газети «Іскра» (квітень 1901 — березень 1902). У грудні 1902 в Кишиневі утворено комітет РСДРП. Під час Революції 1905—1907 років у Росії в Кишиневі проходили демонстрації та політичні страйки (21-22 серпня, 17 жовтня 1905 тощо). 28-30 листопада (11-13 грудня) 1917 року в Кишиневі пройшла конференція більшовицьких організацій Румунського фронту. На початку грудня у Кишиневі створено самостійну більшовицьку організацію. Радянську владу в Кишиневі встановлено 1 (14) січня 1918 року. Активними учасниками боротьби встановлення Радянської влади були Є. М. Венедиктов, І. І. Гаркавий, І. П. Годунов, Г. І. Котовський, Я. Д. Мелешин, Й. Е. Якір та багато інших.

## У складі Румунії (1918—1940)
Після жовтневого перевороту 1917 року 21 листопада розпочав свою діяльність «Сфатул Церій» (Рада краю), який 2 грудня проголосив створення Молдовської Демократичної Республіки. 28 грудня 1917 року на засіданні Сфатул Церію в Селянській фракції П. Єрхан поставив на голосування питання необхідності введення румунських військ «для боротьби з анархією, охорони продовольчих складів, залізниць та укладання іноземної позики». Цю пропозицію прийняли більшістю голосів (38).
8 січня румунські війська почали наступ на північні та південні райони Молдовської Демократичної Республіки. У відповідь на це Бєльцька повітова рада селянських депутатів створила Революційний штаб з охорони Бессарабії та червоногвардійський загін. Також створено Революційний Комітет порятунку Молдовської республіки, який складався з представників Рад Кишинева, Бендер, Тирасполя та Молдовського солдатського комітету півострова Крим. Але сили були нерівні і після кількох днів кровопролитних боїв революційний штаб залишив Кишинів і 13 січня його зайняли румунські війська. 15 січня Сфатул Церій з ініціативи І. Інкульця провів урочисте засідання на честь прийому румунського генерала Є. Броштяну.
У Кишиневі розпочав роботу Губернський селянський з'їзд, проте його розігнали, а членів президії — молдаван В. Рудьєва, Котороса, Прахницького, І. Панцира та українця П. Чумаченка звинуватили в антирумунізмі і розстрілли за наказом коменданта Кишинева Мовіле.
27 березня 1918 року Сфатул Церій проголосував за приєднання Бессарабії до Румунії й Кишинів увійшов до її складу.
На засіданні 25—26 листопада 1918 року, за відсутності кворуму, 36 голосами прийнято рішення про безумовне приєднання Бессарабії до Румунії, яке ліквідувало всі умови акту від 27 березня 1918 року. Незабаром після ухвалення цього рішення Сфатул Церій припинив своє існування. Значна частина депутатів висловила протест із цього приводу і навіть направила меморандум румунському уряду з вимогами відновити автономію згідно з актом від 28 березня, але їхні претензії не було взято до уваги.
1 січня 1919 року в Кишиневі створено муніципальну консерваторію. 1927 року відкрито Теологічний факультет. 1928 року на місці зруйнованого 1918 року пам'ятника російському імператору Олександру II за проєктом скульптора А. Племедяле біля головного входу в міський парк установлено пам'ятник Штефану чол Маре. 1934 року відкрито філію Румунського Інституту соціальних наук, 1939 року — муніципальну пінакотеку.
У ці роки чисельність населення міста не зростає, і в червні 1940 року Кишинів налічує 110 тис. осіб.

### Освіта
У Кишиневі працювало 4 чоловічі та 3 жіночі ліцеї, 4 середні школи, 4 загальноосвітні школи та 38 початкових шкіл.
| Ліцей                                 | Учні |
| ------------------------------------- | ---- |
| Чоловічий ліцей № 1                   | 575  |
| Чоловічий ліцей № 2                   | 493  |
| Чоловічий ліцей № 3                   | 483  |
| Чоловічий реальний ліцей              | 370  |
| Жіночий ліцей «Regina Maria»          | 412  |
| Жіночий ліцей «Princ. Dadiani»        | 318  |
| Єпархіальна школа (ліцейський відділ) | ?    |
| Усього                                | 3275 |

| Школа                      | Учні |
| -------------------------- | ---- |
| Чоловіча середня школа № 1 | 227  |
| Чоловіча середня школа № 2 | 185  |
| Жіноча середня школа       | 130  |
| Єврейська середня школа    | 90   |
| Усього                     | 632  |

| Школа                                          | Учні |
| ---------------------------------------------- | ---- |
| Чоловіча ЗОШ                                   | 233  |
| Жіноча ЗОШ                                     | 378  |
| Загальноосвітній відділ при єпархіальній школі | 129  |
| Школа-садок для дітей                          | 133  |
| Усього                                         | 863  |

| Школи                            | Учні |
| -------------------------------- | ---- |
| 14 початкових шкіл для хлопчиків | 2932 |
| 15 початкових шкіл для дівчаток  | 3265 |
| 9 змішаних початкових шкіл       | 1157 |
| Усього                           | 7357 |

## Молдавська РСР (1940—1991)
28 червня 1940 року радянські війська увійшли до Кишинева, а 2 серпня цього року сформовано Молдавську Радянську Соціалістичну Республіку зі столицею в Кишиневі. 1940 року відбулося урочисте відкриття державної філармонії, 23 серпня 1940 року створено педагогічний університет (нині Педагогічний університет імені Й. Крянґе), в листопаді 1940 року відкрито Державний музей образотворчих мистецтв.
Кишинів дуже постраждав від землетрусу 1940 року. Серафимівський будинок (будівлю єпархії) у центрі міста було повністю зруйновано.

### Війна
Від перших годин Німецько-радянської війни 22 червня 1941 року Кишинів став прифронтовим містом, на світанку він зазнав авіаційного бомбардування і незабаром його зайняли румунські війська. 16 липня 1941 року над куполом кафедрального собору поставлено румунський прапор. 18 серпня 1941 року король Румунії Міхай і маршал Іон Антонеску оглядали Кишинів.
17 липня підрозділ ейнзацгруп «Д» і частина румунської жандармерії знищили близько 14 тисяч чоловіків-євреїв. 1 серпня відібрано нібито для відправки на роботи 450 юнаків та дівчат; 411 з них розстріляно за кілька днів; пізніше під тим самим приводом зібрано 500 осіб, 300 з них розстріляно.
25 липня румунський комендант Кишинева наказав створити гетто. Євреям дано два дні на переселення. Згідно з румунськими джерелами, 11 серпня в гетто було ув'язнено 10 578 осіб. На середину вересня 1941 року чисельність в'язнів гетто зросла до 11 525 осіб. У гетто направлено євреїв із сіл поблизу Кишинева. від 5 серпня євреїв міста змусили носити шестикутну зірку як відмітний знак.
Наприкінці липня 1941 року румунська окупаційна влада створила єврейський комітет, у складі 22 «інтелектуальних євреїв». Комітет організував супові кухні, які відпускали близько 200 обідів на день. 11 вересня відкрито дитячий будинок для 28 сиріт. У жовтні 1941 року після розстрілу частини в'язнів гетто румунська влада стала депортувати євреїв до Трансністрії. Депортація здійснювалася способом так званих «маршів смерті» — піших ходів, під час яких розстрілювали хворих та немічних. Із 2500 кишинівських євреїв, відправлених до концентраційного табору Доманівка на Одещині, прибуло лише 160 осіб; решту в дорозі розстріляли румунські жандарми.
У ніч із 23 на 24 серпня 1944 року 5-а ударна армія під командуванням генерала Берзаріна в ході проведення Яссько-Кишинівської операції перейшла в наступ і на четверту годину ранку оволоділа містом. Інтенсивних боїв на території Кишинева не було, але внаслідок землетрусу та бомбардувань місто було практично зруйновано, втрачено 70 % житлового фонду, зруйновано 174 підприємств. 24 серпня в Бухаресті здійснено переворот, Антонеску заарештовано, і Румунія перейшла на бік Союзників, розраховуючи на відновлення своєї території у Трансільванії.

### Від закінчення Другої світової війни до розпаду СРСР
Після Другої світової війни місто починає швидко відновлюватись та рости. Якщо 1944 року воно налічувало лише 25 тис. жителів, то на 1950 рік у ньому було вже 134 тис. осіб. До Кишинева «для відновлення та розвитку народного господарства» з різних регіонів Радянського Союзу направлено близько 1500 фахівців: інженерів, учителів, лікарів. 1945 року до Кишинева з евакуації повністю переїхав Другий Ленінградський медичний інститут з унікальною бібліотекою, в якій збереглися манускрипти самого Авіценни[джерело?]. Активізувалося культурне життя країни та міста.
13 серпня 1945 року створено ансамбль народного танцю «Жок», відомий нині у всьому світі.
У 1945—1947 роках затверджено генеральну схему реконструкції Кишинева, у розробці якої брав участь архітектор Олексій Щусєв. Вона передбачала відновлення старих та будівництво нових будинків, адміністративних та громадських будівель, створення промислових зон, нових магістралей, площ та зелених масивів. За цим планом проспект Леніна (нині бульвар Штефан чел Маре) зберіг значення центральної магістралі та з'єднався через бульвари Негруцці та Гагаріна з привокзальною площею. Основними районами нової забудови, крім Центру мали стати Ришканівка, Ботаніка, Буюкани. Від центру міста до першого нового житлового району Ришканівка замість старих та зруйнованих війною будинків прокладалася широка магістраль — Проспект Молоді (нині бульвар Ренаштерій). Передбачалося створення зон відпочинку та кільця зелених насаджень навколо міста.
За консультацією О. Щусєва щодо проєкту архітектора Л. Чупріна, 1948 року зведено нинішню будівлю вокзалу. Вокзал розташовано в долині річки Бик, яка під час злив, подібних до тропічних, 1948 року розлилася так, що перший поверх вокзалу опинився по коліно у воді.
1945 року в центрі міста відкрито магазин «Букініст». 1 жовтня 1946 року створено Кишинівський державний університет.
Голод у СРСР 1946—1947 років не минув і столицю Молдови.
6 жовтня 1949 року засновано Академію Наук МРСР.
18 червня 1950 закладено Ботанічний сад АН МРСР. 1951 року закладено парк навколо штучно виритого Комсомольського озера (нині Валя Морілор). 24 січня 1957 року створено кіностудію «Молдова-фільм». 1957 року відбулося урочисте відкриття Алеї Класиків молдавської літератури. Наприкінці 1950-х років у столиці Молдови починають розвиватися нові галузі промисловості — приладо- та машинобудування, подальший розвиток отримують легка та переробні галузі промисловості, модернізуються тютюновий комбінат та виноробні підприємства.
1960 року створено театр «Лучаферул», а 1965 року відкрито кінотеатр «Москова». 1966 року за «успіхи, досягнуті в комуністичному будівництві», і у зв'язку з 500-річчям Кишинів нагороджено орденом Леніна. Наприкінці 1960-х років у мікрорайоні Ботаніка на площі 145 гектарів створено парк Долина Троянд.
Відкрито: Національний палац — 1974 року, органну залу — 15 вересня 1978 року, нову будівлю Театру опери та балету — 1980 року, Молдавський держцирк — 1982 року.
Вирішальним поштовхом у розвитку міста стала постанова Радміну СРСР 1971 року «Про заходи щодо подальшого розвитку міста Кишинева», коли місту зі союзних фондів виділили близько 1 млрд карбованців.
У середині 1980-х років оголошено конкурс на найкращий проєкт детального планування центру міста. 1987 року в Спілці архітекторів Молдови відбулося громадське обговорення виставлених на конкурс проєктів. Але подальший розпад Радянського Союзу завадив утіленню планів масштабного будівництва.
Від кінця 1970-х років у місті освоюється електронна промисловість.
1981 року в Кишиневі побудовано канатну дорогу, але в експлуатацію її здано лише 1990 року.
1990 року в Молдові відновлено інститут примарства. Першим примаром Кишинева став Н. Костін.

## Республіка Молдова (1991—наші дні)
23 травня 1991 року Парламент змінив назву Молдавська Радянська Соціалістична Республіка на Республіка Молдова. 27 серпня 1991 року прийнято декларацію незалежності Республіки Молдова, яка проголосила Молдову суверенною державою зі столицею в Кишиневі.
Після здобуття Республікою Молдова незалежності будівництво в Кишиневі практично призупинилося. Однак згодом почалося відновлення старих церков та зведення нових, будівництво елітних будинків із дорогими квартирами та фешенебельних особняків, а також житлових будинків. Розширено Ізмаїльську вулицю, збудовано автовокзал «Північний», реставровано залізничний вокзал, збудовано численні магазини та офісні будівлі. З негативних сторін сучасного будівництва можна відзначити те, що активно ведеться забудова в колишніх скверах та місцях, де раніше були зелені насадження.